# Национальная библиотека Мальдив
Национальная библиотека Мальдив — центральная библиотека Мальдивских островов, основана в 1945 году. Она является публичной и национальной библиотекой страны. Она предоставляет разнообразную коллекцию всех опубликованных в стране материалов и документов. Национальная библиотека финансируется правительством и подчиняется Министерству информационных искусств и культуры.

## История
В начале 1940-х годов главный судья Мальдив Шейх Хусейн Салахуддин создал библиотеку в здании суда. Коллекция состояла из различных текстов исламского фикха, которые он получил от одного из своих бывших учеников. В середине 1940-х годов Мухаммад Амин Диди, ведущий политический деятель того времени, решил основать так называемый «Клуб цивилизации» и учредить небольшую библиотеку внутри клуба. Когда эта новость дошла до главного судьи, он решил пожертвовать библиотеке коллекцию суда и несколько книг из своей личной коллекции.
Церемония открытия библиотеки Мальдив состоялась 12 июля 1945 года, она называлась Государственная библиотека Мальдивских островов, её учредил Амир Мохамед Амин Диди. В 1948 году библиотека была переименована в «Библиотеку Маджиди» в честь одного из самых популярных государственных деятелей Мальдив Амира Абдула Маджида Диди. В первое время существования часть коллекции книг библиотека получила на временной основе от Британского совета в Коломбо. Коллекция должна была обновляться каждые три месяца. В библиотеку также поступила коллекция книг, оставленная англичанами на военной базе острова Ган, атолл Сиину. В условиях развития и модернизации, которые преобладали с 1978 года, 1 июня 1982 года президент Момун Абдул Гаюм присвоил библиотеке статус национальной.

## Описание
В библиотеке большая часть книг на арабском, урду, дивехи и английском языках. В английской секции содержится более 37970 книг, включая как справочную, так и научно-техническую литературу. Секция дивехи, урду и арабская секция содержат 10212, 950 и 1570 книг соответственно. Кроме того, в американском уголке библиотеки хранятся специальные коллекции, сборник ООН, коллекция «Женщины и гендер». Коллекция периодики содержит периодические тома, отчёты, рукописи, журналы и другие периодические издания, газеты и файлы пресс-релизов, а также брошюры. Коллекция библиотеки включает книги, относящиеся к различным сферам знаний, таким как: философия и психология, религия, социальные науки, окружающая среда, языкознание, естественные науки и математика, технологии (прикладные науки), искусство (изобразительное и декоративное искусство), литература и риторика, география и история.